# Abdoulaye Ouzérou
Abdoulaye Ouzérou (ur. 24 października 1985 w Parakou) – piłkarz beniński grający na pozycji napastnika.

## Kariera klubowa
Karierę piłkarską Ouzérou rozpoczął w klubie Buffles du Borgou z miasta Parakou. W 2005 roku zadebiutował w jego barwach w pierwszej lidze benińskiej. W 2007 roku odszedł do libijskiego klubu Al Madina Trypolis.

## Kariera reprezentacyjna
W 2008 roku Ouzérou został powołany do kadry na Puchar Narodów Afryki 2008 nie mając na koncie debiutu w reprezentacji Beninu. Na tym turnieju nie rozegrał żadnego spotkania.